# درة (ممثلة)
درة إبراهيم زروق المعروفة باسم درة (مواليد 13 يناير 1980) هي ممثلة تونسية مقيمة في مصر، شاركت في العديد من الأفلام والمسلسلات، بداياتها الفنية كانت في المسرح.

## عن حياتها
حاصلة علي شهادة الدراسات المعمقة في العلوم السياسية من تونس العاصمة. دخلت ميدان الفن إثر انضمامها لفرقة التياترو، حيث شاركت لأول مرة في مسرحية مجنون للمخرج توفيق الجبالي. مثلت عدة أدوار في السينما التونسية، وشاركت في أفلام عالمية، وشاركت الفنان كاظم الساهر في كليب أغنية ناي عام 2007، وشاركت منذ عام 2007 في السينما المصرية، وأصبح لها حضور طاغي في الوطن العربي بعد مسلسلاتها في مصر العار(2010)، والريان (2011)، وآدم (2011).

## أعمالها

### الأعمال التونسية
- 2002: خرمة[7]
- 2004: نادية وسارة
- 2004: حسابات وعقابات
- 2004: فارس بني مروان
- 2004: دار الناس
- 2005: شرع الحب
- 2006: آخر فيلم
- 2008: مكتوب
- 2009: 7 شارع الحبيب بورقيبة
- 2011: باب الفلة
- 2015: ليلة الشك
- 2016: الرئيس
- 2017: همس الرمال
- 2019: المايسترو
- 2021: جزيرة الغفران

### الأفلام المصرية
- 2007: الأولة في الغرام
- 2007: الحب كدة
- 2007: هي فوضى..؟
- 2008: جنينة الأسماك
- 2008: ليلة البيبي دول
- 2008: كلاشنكوف
- 2010: المسافر
- 2011: تك تك بوم
- 2011: سامي أكسيد الكربون
- 2012: بابا
- 2012: مصور قتيل
- 2012: حفلة منتصف الليل
- 2014: المعدية
- 2014: حديد
- 2015: بتوقيت القاهرة
- 2016: كدبة كل يوم
- 2016: الباب يفوت أمل
- 2017: تصبح على خير
- 2017: شيخ جاكسون
- 2017: عنترة ابن ابن ابن شداد
- 2017: مولانا
- 2020: يوم وليلة
- 2021: الكاهن
- 2022: جدران

### الأفلام العالمية
- 2003: قصة متجالد.[6]
- 2005: رحلة لويزا.[6]

### المسلسلات المصرية
- 2008: شريف ونص
- 2008: طيارة ورق
- 2009: فؤش
- 2009: وعد ومش مكتوب
- 2009: خاص جدا
- 2010: لحظات حرجة (الجزء الثاني)
- 2010: بالشمع الأحمر
- 2010: إختفاء سعيد مهران
- 2010: رحيل مع الشمس
- 2010: العار
- 2011: الريان
- 2011: آدم
- 2012: لحظات حرجة (الجزء الثالث)
- 2012: الزوجة الرابعة
- 2012: زي الورد
- 2013: موجة حارة
- 2013: مزاج الخير
- 2014: سجن النسا
- 2014: صديق العمر
- 2015: بعد البداية
- 2015: ظرف أسود
- 2015: إستيفا
- 2016: نصيبي وقسمتك
- 2016: ليالي الحلمية (الجزء السادس)
- 2016: الخروج
- 2017: نصيبي وقسمتك 2
- 2017: الجماعة 2
- 2018: واكلينها والعة
- 2018: الشارع اللي ورانا
- 2018: نسر الصعيد
- 2019: بلا دليل
- 2020: واكلينها والعة 2
- 2020: إلا أنا (حكاية أول السطر)
- 2021: بين السما والأرض
- 2021: زي القمر 2 (حكاية غالية)
- 2022: المتهمة
- 2023: الأجهر

### الأعمال العربية
- 2019: حرملك
- 2020: حرملك 2

### المسرحيات
- 2022: حتى لا يطير الدكان

### الرسوم المتحركة
- 2011: قصص الحيوان في القرآن
- 2012: عصام والمصباح (الجزء الثاني)
- 2013: قصص النساء في القرآن

### البرامج
- 2010: لقاء مستحيل

## وصلات خارجية
- درة زروق على موقع IMDb (الإنجليزية)
- درة زروق على موقع الدهليز
- درة زروق على موقع قاعدة بيانات الأفلام العربية
- درة زروق على موقع ألو سيني (الفرنسية)
- درة زروق على موقع ألو سيني (الفرنسية)
- درة زروق على موقع أول موفي (الإنجليزية)